# Konsonantenschrift
Eine Konsonantenschrift ist ein Schriftsystem, in dem nur oder primär Zeichen für Konsonanten verwendet werden. In der Fachsprache wird auch die Bezeichnung Abdschad (oder Abjad) verwendet.

## Verbreitung
Konsonantenschriften werden vor allem in Sprachen benutzt, deren Grundstruktur auf die Darstellung von Vokalen im Schriftbild verzichten kann, ohne Verständnisschwierigkeiten oder Mehrdeutigkeiten zu verursachen. Dies ist vor allem in den semitischen Sprachen der Fall, deren konsonantisch basierte Morphologie und Lexik zur Ausbildung fast reiner Konsonantenschriften führte.

## Terminologie
Seit einem Aufsatz von Peter T. Daniels aus dem Jahr 1990 ist für Konsonantenalphabete bzw. Konsonantenschriften auch die Bezeichnung Abdschad (oder Abjad) gebräuchlich. Der Ausdruck ist analog zum Wort Alphabet gebildet und setzt sich aus den ersten vier Buchstaben der alten nordwestsemitischen Alphabete (Ugaritisch, Phönizisch, Aramäisch etc.) zusammen.
Abdschad bezeichnet außerdem die Schreibung von Zahlen nach dem Abdschad-Zahlensystem, d. h. die Verwendung der Buchstaben des arabischen Alphabets zur Schreibung von Zahlen. Die von Daniels propagierte Verwendung des Begriffes auch zur Bezeichnung eines Schriftsystems ist daher nicht ohne Kritik geblieben.

## Geschichte
Konsonantenschriften entwickelten sich mutmaßlich aus einer Anzahl ägyptischer Hieroglyphen, die jeweils nur eine Silbe darstellten, welche zudem nur einen Konsonanten enthielt. Jedem Konsonanten einer Sprache, die man alphabetisch statt wie zuvor mit Bildzeichen schreiben wollte, wurde ein Hieroglyph zugeordnet, der diesen Konsonanten enthielt und ihn fortan in der Schrift darstellen sollte; der Hieroglyph verlor seine ursprüngliche Bedeutung und stand nun nur noch für den ihm zugeordneten (konsonantischen) Laut. Dies reduzierte den Zeichenbestand einer Schrift von Tausenden Bildzeichen auf wenige Dutzend Lautzeichen. Alle anderen Hieroglyphen, die zuvor durch ständige Übung hatten gelernt werden müssen und daher nur von einer kleinen beamteten Schreiberkaste beherrscht worden waren, kamen außer Gebrauch, das Schriftsystem vereinfachte sich und wurde leichter erlernbar und für weitere Kreise der Bevölkerung verwendbar.
Die Anfänge der Konsonantenschrift reichen bis in die erste Hälfte des zweiten vorchristlichen Jahrtausends zurück. Die protosinaitische Schrift und die Wadi-el-Hol-Schrift sind die ältesten erhaltenen Beispiele von Konsonantenschriften.
Alle bekannten Konsonantenalphabete gehören zur Familie der semitischen Schriftsysteme. Wenn diese Schriften später zum Schreiben nicht-semitischer Sprachen verwendet wurden, wurden Zeichen für die Darstellung von Vokalen ergänzt. Das bekannteste Beispiel hierfür ist die Entwicklung des griechischen Alphabets aus dem phönizischen Alphabet. Zahlreiche Buchstaben, die in der phönizischen Schrift für Laute standen, die die griechische Sprache nicht kannte, wurden von dieser für die Darstellung von Vokalen verwendet, etwa der Knacklaut Aleph für /a/ und Chet für /e/.

## Funktionsweise
Charakteristisch für Konsonantenschriften ist, dass im traditionellen Schriftbild der so geschriebenen Sprachen zunächst nur Konsonanten dargestellt wurden. Jedoch entwickelte sich früh eine Tradition, z. B. lange Vokale, die aus Diphthongen hervorgegangen waren, durch so genannte Halbkonsonanten abzubilden, z. B. langes /o/ oder /u/ durch den Buchstaben Waw (w). Auch bestimmte Laryngale (Kehllaute), die im Laufe der Sprachgeschichte schwanden (unhörbar wurden), werden zur Abbildung langer Vokale verwendet; z. B. wurde der Buchstabe Aleph, der ursprünglich einen Knacklaut darstellte, in einigen Schriftsystemen zu einer möglichen Darstellungsform des Vokals /a/ (etwa im Arabischen). Desgleichen der Konsonant /h/, der fortan am Ende eines Wortes /a/, /e/, /o/ abbilden kann.
Die korrekte Aussprache von Wörtern allein anhand der Konsonantenschrift zu erkennen, kann schwierig sein, wenn mehrere Wörter gleich geschrieben werden und somit mehrere Möglichkeiten infrage kommen, Vokale zu ergänzen. Welche Aussprache die richtige ist, ergibt sich für den Leser aus dem Sinnzusammenhang. Um Uneindeutigkeiten der Schrift aufzulösen und Lernende zu unterstützen, können z. B. hebräische und arabische Texte zusätzlich mit diakritischen Zeichen „vokalisiert“ werden (siehe Taschkīl). Danach ist die ganze Lautung der Wörter im Schriftbild erkennbar. Dies geschieht im Alltag jedoch in der Regel nicht, da bei guter Sprachbeherrschung auch unvokalisierte Texte zügig lesbar sind.
Auch in der Stenografie wird mit einer derartigen Reduktion des Schriftbilds gearbeitet, besonders in der höchsten Stufe der Deutschen Einheitskurzschrift, der Redeschrift.

## Beispiele
- Protosinaitische Schrift
- Ugaritische Schrift
- Altnordarabische Schrift
- Altsüdarabische Schrift
- Phönizische Schrift
- Aramäische Schrift
- Hebräische Schrift
- Syrische Schrift
- Arabische Schrift
- Samaritanische Schrift